# Старо-Шангское
Старо-Шангское (ранее село Шангское Городище) — деревня в Шарьинском районе Костромской области Российской Федерации. Входит в состав Шангского сельского поселения.

## История
При археологических обследованиях местных городищ не обнаружено слоёв позднее третьей четверти 1-го тысячелетия. Шангское городище датируется ранним железным веком В 1885 году археологом Ф. Д. Нефёдовым были сделаны первые раскопки на кладбище села Шанги. В 1925—1926 годах раскопки проводила группа учёных под руководством О. Н. Бадера. Каких-либо следов средневекового населения на памятнике не обнаружено.
В XVII века село входило в состав Унженской осады Галичского уезда. В 1628 году упоминается храм «Николы чудотворца да теплая церковь Воскресение Господне на Ветлуге на Шанском городище». В марте 1676 года «поданы к подписке Унженския осады Ветлужския волости Богородицкаго стана Шанскаго городища церкви Николая чуд. грамота попа Леонтия Иванова». В июле 1699 года «даны два антиминса по указу свят. патр. и по подписной челобитной в Галицкий уезд в Ветлужскую волость, что на Шанском городище церкви Воскресения Господня в два придела Богородицы Казанской да Соловецких чудотворцев».

## Храмы
По данным за 1863 и 1911 годы имелся Николаевский храм села Шангское Городище, каменный, с каменной же колокольней, построенный в 1842 году на средства прихода. Был обнесён каменной оградой с железной решёткой. Здесь хоронили священноцерковнослужителей. Имелось три престола: Воскресения Христова, святителя Николая Чудотворца, преподобных Зосимы и Савватия Соловецких. Также в селе располагался Флоровский храм, деревянный, без колокольни, построенный в 1795 году и отремонтированный заново в 1885 году на средства прихода. Этот храм был обнесён деревянной оградой, за которой погребали внёсших особый вклад в пользу церкви. Престол в этом храме был один в честь мучеников Флора и Лавра. На расстоянии ста сажен от селения располагалось общее приходское кладбище, огороженное деревянным забором, из-за ветхости распавшимся. В храме имелось рельефное распятие Иисуса Христа с резными предстоящими, перед которым богомольцы выражали своё благоговение лобызанием язв, однако молебные пения здесь не совершались. В 1990-е годы деревянная церковь сгорела.

## Население
| 2008 | 2010 | 2014 |
| ---- | ---- | ---- |
| 5    | →5   | ↘3   |